# Rob Schmidt
Robert Schmidt, detto Rob (Splippery Rock, 25 settembre 1965), è un regista statunitense.

## Biografia

### Vita privata
È sposato con la fotografa Zoë Barracano.

## Filmografia
- Milestone (1995, corto)
- Saturn (1999)
- Delitto + castigo a Suburbia (Crime and Punishment in Suburbia) (2000)
- An American Town (2001)
- Wrong Turn (2003)
- Masters of Horror (2007, 1 episodio)
- The Alphabet Killer (2008)
- Fear Itself (2009, 1 episodio)